# Everson Griffen
Everson Griffen (Avondale, 22 dicembre 1987) è un giocatore di football americano statunitense che gioca nel ruolo di defensive end per i Minnesota Vikings della National Football League (NFL). Griffen al college giocò a football per la University of Southern California e fu scelto dai Vikings nel corso del quarto giro del Draft NFL 2010.

## Carriera universitaria

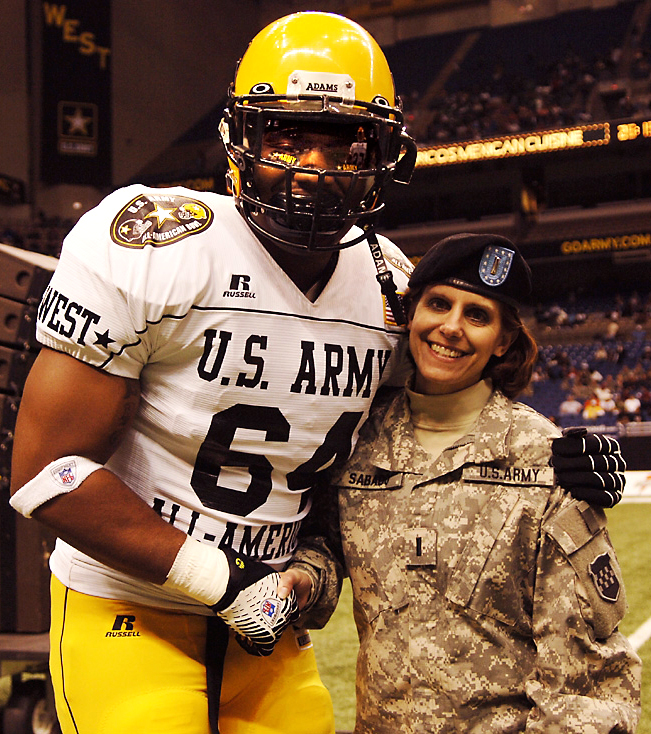
Griffen con un ufficiale dell'U.S. Army durante l'U.S. Army All-American Bowl 2007.

Dopo aver giocato a football per la Agua Fria High School (la stessa frequentata dall'ex-viking Randall McDaniel) di Avondale, sua città natale, sia come defensive lineman che come running back, disputando tra le altre competizioni anche l'edizione del 2007 dell'U.S. Army All-American Bowl, a Griffen si interessarono quasi tutte le squadre più importanti per quanto riguarda il football universitario, dagli USC Trojans agli UCLA Bruins passando per Michigan Wolverines, Notre Dame Fighting Irish e Oregon Ducks. Alla fine Griffen optò per i primi.

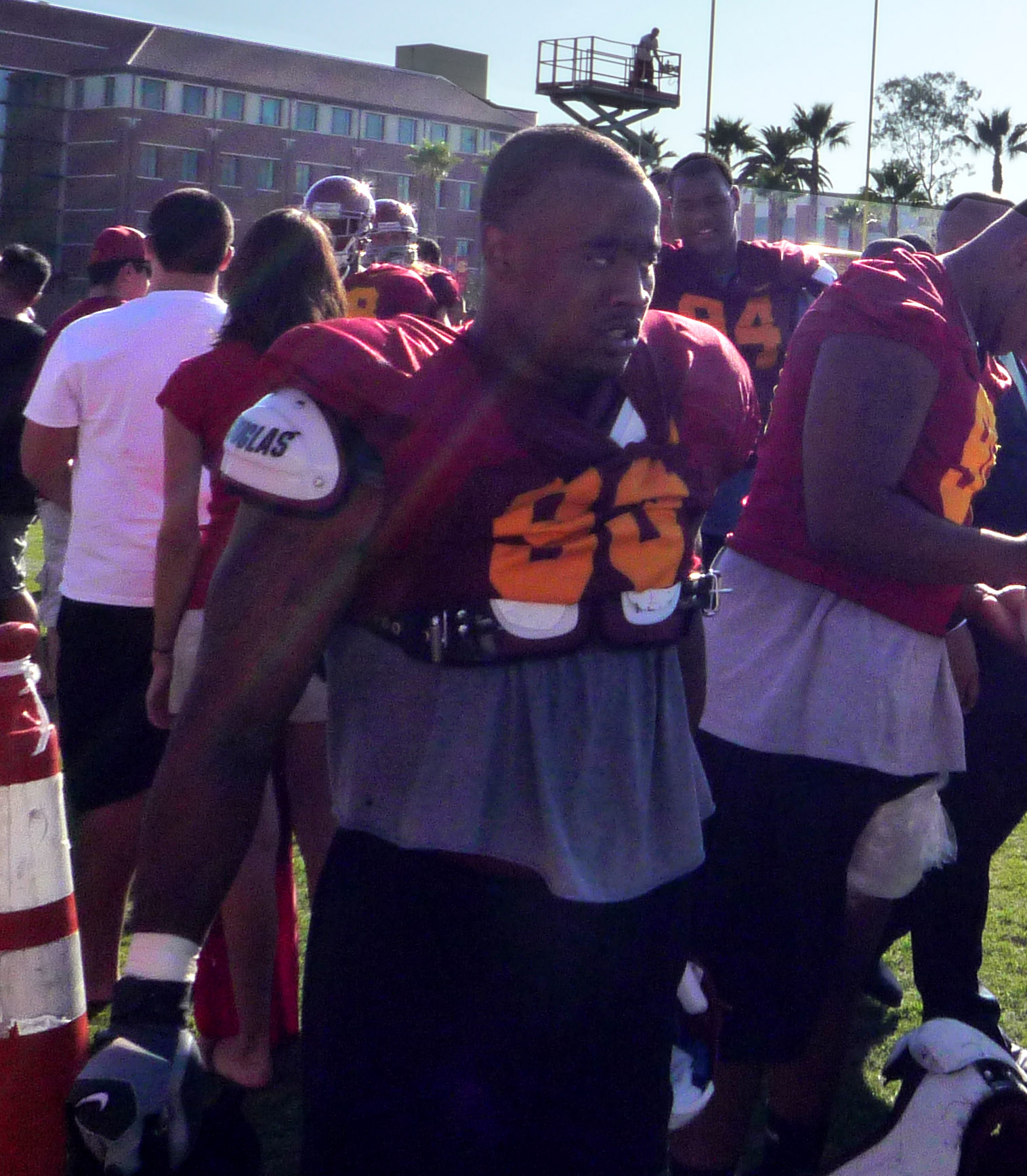
Griffen nella pre-stagione del 2008.

Nel suo anno da freshman nei Trojans, durante una sessione autunnale di allenamento entrò in una competizione talmente accesa col compagno di reparto Kyle Moore, che alla fine finirono a botte. Tuttavia i due si chiarirono ed oggi sono buoni amici. Nel 2007 Griffen disputò tutti e 13 gli incontri, collezionò 21 tackle e 5,5 sack ed al termine della stagione fu inserito nel Freshman All-American first team del The Sporting News, della Football Writers Association of America, di Rivals.com e di Scout.com e nel Freshman All-American second team di Collegefootballnews.com e venne inoltre eletto Pac-10 Defensive Freshman of the Year da The Sporting News, ciò soprattutto grazie alla partita che gli permise di salire alla ribalta: il match vinto dai Trojans contro gli Oregon State Beavers in cui mise a segno ben 3,5 sack. Inoltre con i Trojans vinse il prestigiosissimo Rose Bowl, uno dei 4 più importanti bowl a livello universitario (oltre al BCS National Championship) facente parte delle Bowl Championship Series.
Nel 2008, suo anno da sophomore, Griffen prese parte a 12 incontri (saltò quello con Washington State perché malato) collezionando 18 tackle e bissò il successo del 2007 al Rose Bowl. Inoltre fu curiosamente vittima di un pesce d'aprile architettato dal suo allenatore-capo Pete Carroll che durante una riunione di squadra fece entrare dei poliziotti di Los Angeles col mandato di arresto per presunti abusi di Griffen su una matricola. Tuttavia Griffen già era a conoscenza della burla. Il 2009, suo anno da junior, fu l'ultimo della sua carriera universitaria visto che al termine della vittoria all'Emerald Bowl sui Boston College Eagles annunciò di voler saltare il suo ultimo anno al college e rendersi così eleggibile per il Draft NFL 2010.
Vittorie e riconoscimenti
- Rose Bowl (2008, 2009)
- Emerald Bowl (2009)
- Pac-10 Championship (2007, 2008)
- Freshman All-America Team (2007)
- Pac-10 Defensive Freshman (2007)
- Second-Team All-Pac-10 (2009)

## Carriera professionistica

### Minnesota Vikings

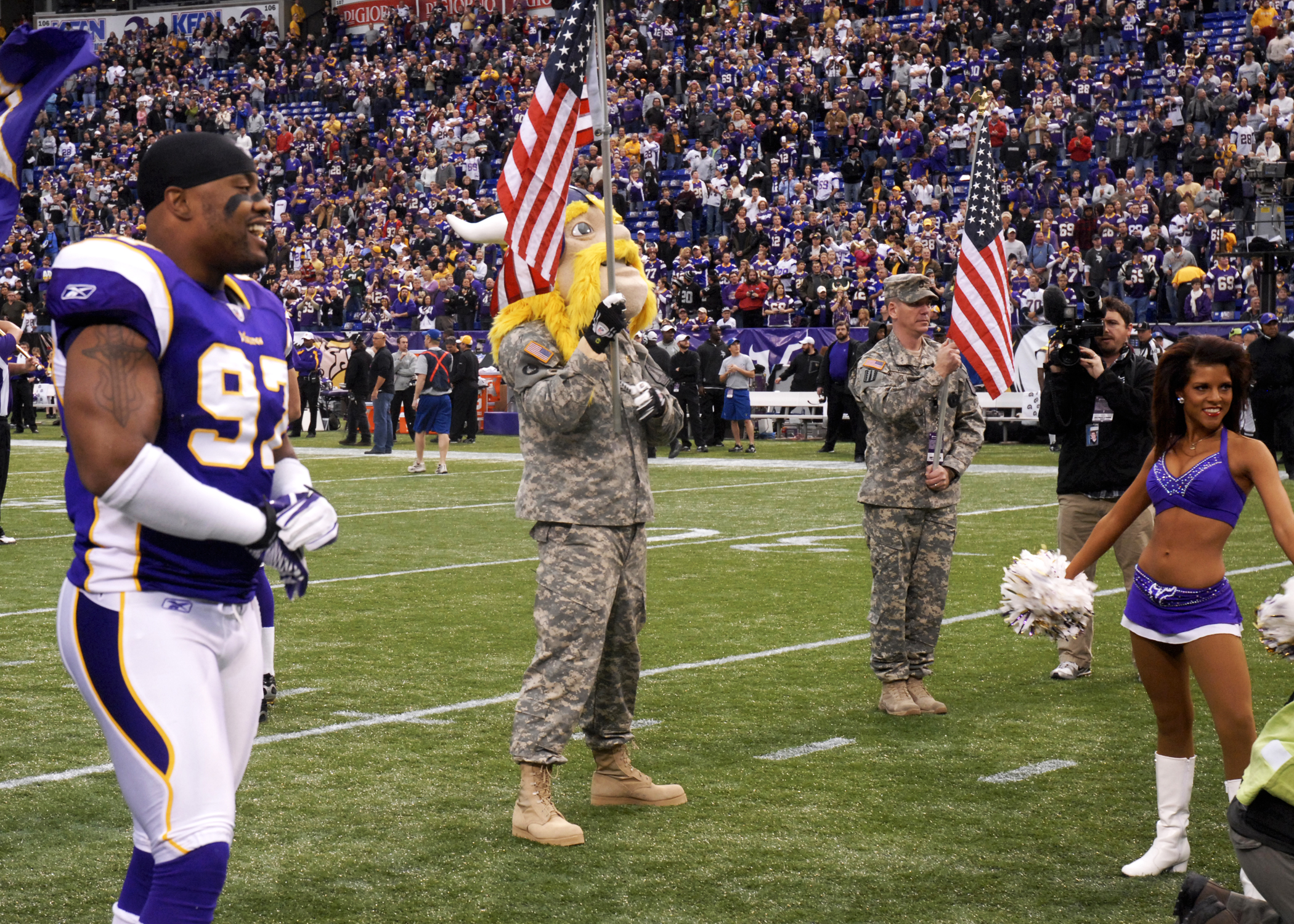
Griffen prima di Raiders-Vikings del 2011.

Griffen fu scelto dai Vikings nel 4º giro del Draft 2010 come 100ª scelta assoluta. Il primo anno in Minnesota vide Griffen collezionare 11 tackle in 11 presenze dopo essere stato inattivo per le prime 5 partite. Inoltre ebbe anche problemi personali in quanto nel giro di tre giorni fu arrestato prima per ubriachezza in pubblico, quindi perché alla guida con una patente scaduta. Il 2011 vide invece salire le presenze a 16 ed i tackle a 21, di cui 15 da solo e 6 assistiti, e mettere a segno 4 sack, punteggio che lo pose al 4º posto della franchigia. La stagione 2012 fu invece funestata per Griffen dalla scomparsa della mamma, circostanza che ovviamente suggerì ai Vikings di concedergli una pausa a tempo indeterminato dai campi di gioco. 

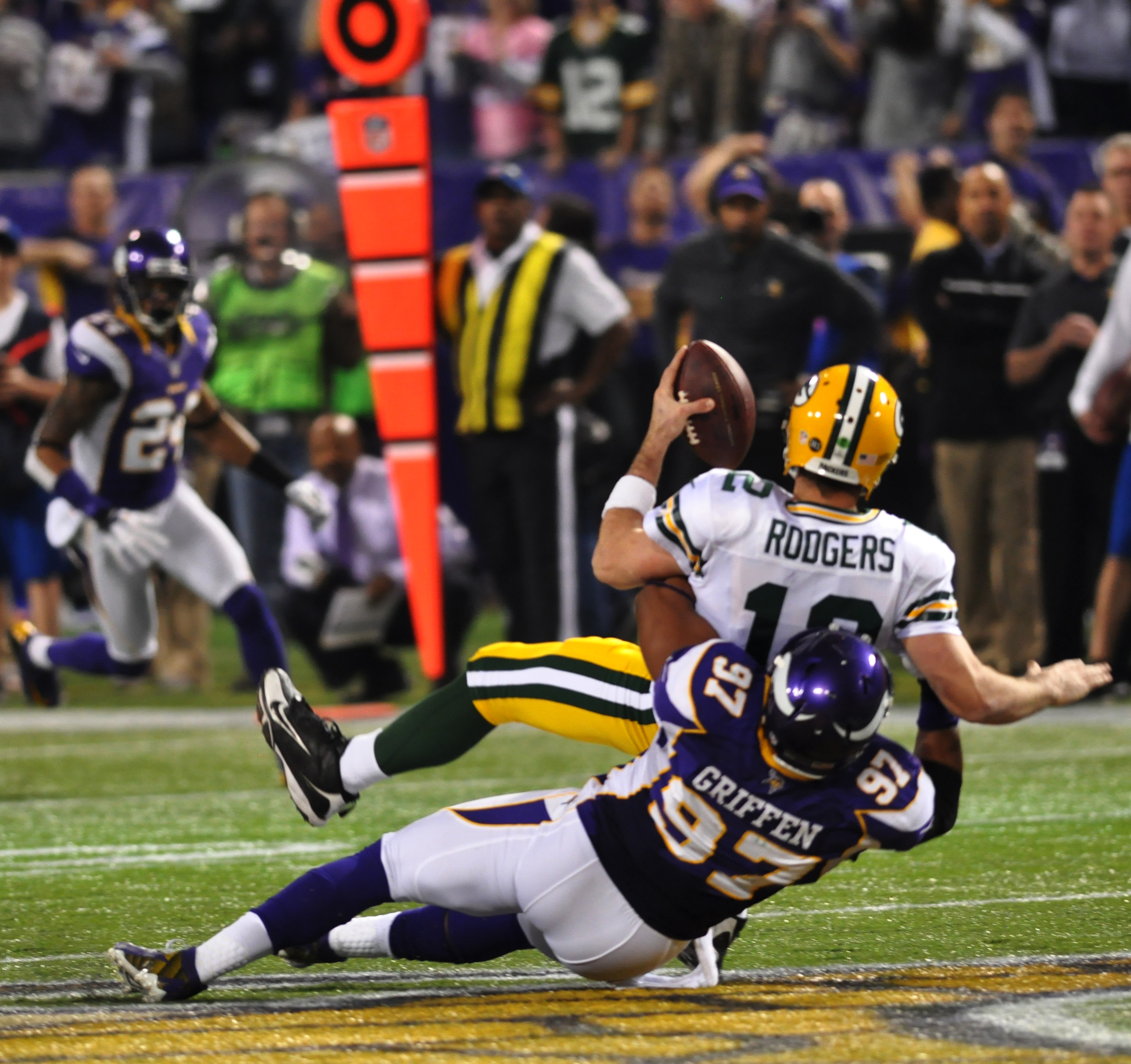
Griffen mentre effettua uno dei suoi 3 sack ai danni di Aaron Rodgers nella stagione regolare 2012.

Ciò nonostante Griffen decise di tornare immediatamente a giocare e rendersi disponibile per il match contro i Washington Redskins perché, a suo dire, è quello che sua mamma avrebbe voluto. Nel 2012 le sue statistiche fecero un ulteriore passo in avanti, facendo registrare 16 partite giocate, 26 tackle (23 solitari e 3 assistiti) e 8 sack.

#### 2013
Dopo aver saltato il match di apertura della stagione 2013 contro i Detroit Lions, sempre impiegato nelle rotazioni, Griffen mise a segno il primo tackle stagionale (assistito) nella seconda sconfitta stagionale dei Vikings (30-31 contro i Chicago Bears) ed altri due (uno solitario ed uno assistito) li mise a segno nella terza sconfitta consecutiva dei Vikings, maturata tra le mura amiche dell'Hubert H. Humphrey Metrodome contro i Cleveland Browns.

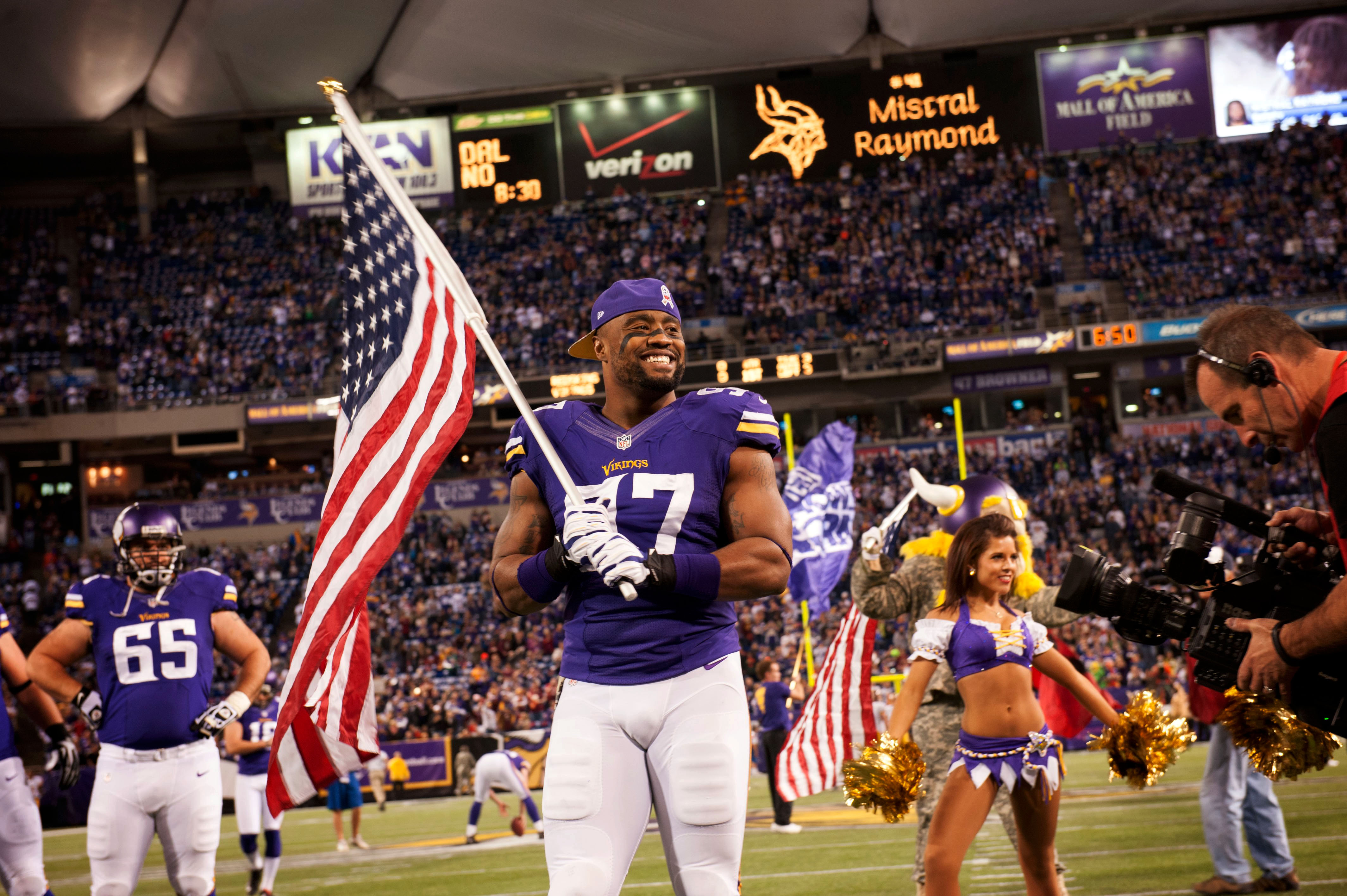
Griffen durante la gara di settimana 10 della stagione regolare che coincise con il Vikings Military Appreciation Day 2013.

Nella settimana 4, che vedeva i Vikings impegnati contro gli Steelers al Wembley Stadium di Londra in una delle due gare delle NFL International Series della stagione 2013, arrivò la prima vittoria stagionale per Minnesota. Di fondamentale importanza fu il primo sack stagionale messo a segno da Griffen ai danni di Ben Roethlisberger che forzò un fumble recuperato da Kevin Williams proprio quando mancavano 19 secondi allo scadere del 4º quarto con Pittsburgh a 6 yard dalla end zone di Minnesota. La settimana seguente Griffen dichiarò di aver ricevuto una proposta di rinnovo da parte della dirigenza dei Vikings, ma di averla rifiutata dopo averla ritenuta non economicamente soddisfacente.

Nonostante la fondamentale prestazione di Londra, Griffen continuò ad essere impiegato in un ristretto numero di snap e nelle tre gare successive, tutte perse dai Vikings, mise a referto 2 tackle solitari contro i Carolina Panthers (35-10 il punteggio finale), 2 tackle al MetLife Stadium contro i New York Giants ed un tackle assistito contro i Green Bay Packers. Nella settimana 9 Griffen mise a segno il secondo sack stagionale, questa volta ai danni di Tony Romo, e 2 tackle solitari che non furono comunque sufficienti ai Vikings, che persero 23-27 contro i Dallas Cowboys, per evitare la 7ª sconfitta in 8 partite. Quattro giorni dopo, nella gara di Thursday Night Football che vide i Vikings sconfiggere 27-34 i Washington Redskins tra le mura amiche del Mall of America Field e tornare alla vittoria a distanza di un mese dal primo e fino a quel momento unico successo stagionale, la defensive line di Minnesota disputò probabilmente il miglior incontro stagionale mettendo in grande difficoltà la offensive line di Washington. Griffen mise a segno il secondo sack in altrettante partite consecutive (il terzo stagionale) placcando dietro la linea di scrimmage Robert Griffin III, oltre a mettere a referto altri 2 tackle (uno solitario ed uno assistito). Nella settimana 11 Griffen mise a segno un solo tackle assistito nella partita che vide i Vikings uscire dal CenturyLink Field sconfitti 20-41 contro i Seattle Seahawks. 

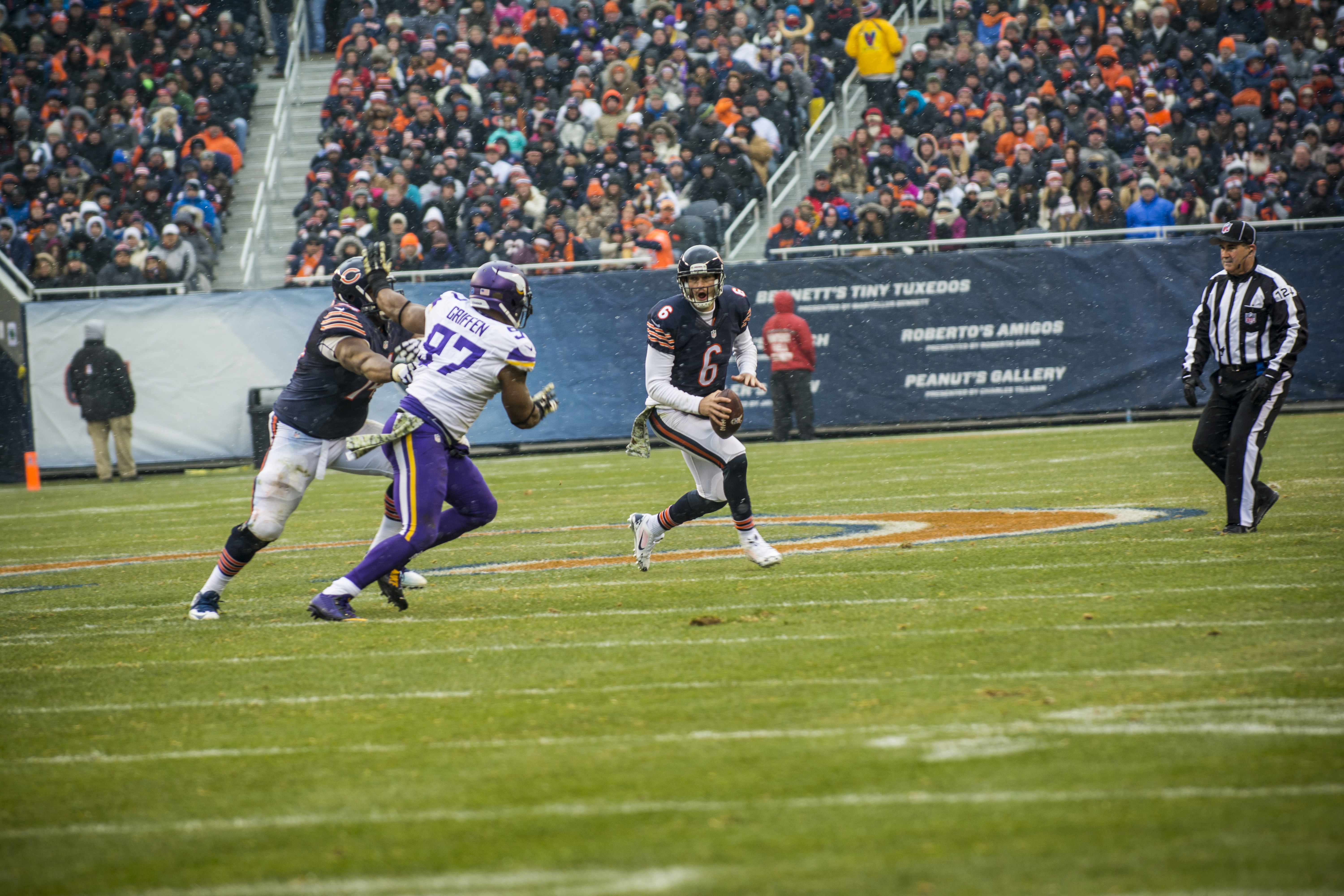
Griffen durante la settimana 11 della stagione regolare mentre cerca di mettere pressione al quarterback dei Bears Jay Cutler.

#### 2014
Finito nella lista dei free agent alla scadenza del suo contratto da rookie, il 9 marzo 2014, due giorni prima dell'apertura della NFL Free Agency, rinnovò con i Minnesota Vikings firmando un contratto quinquennale a 42,5 milioni di dollari complessivi di cui 20 garantiti alla firma.
Nel primo incontro della stagione regolare, vinto da Minnesota per 34-6 in casa dei St. Louis Rams, Griffen debuttò da defensive end destro titolare per la seconda volta in carriera, mettendo a segno 3 tackle e 2 sack (in due snap consecutivi) ai danni del quarterback Austin Davis. Alla fine di ottobre fu premiato come miglior difensore della NFC del mese in cui mise a segno 20 tackle e guidò la conference con 6 sack, di cui un primato personale di 3 nella gara della settimana 7 contro i Buffalo Bills. Nel tredicesimo turno, vinto contro i Panthers, Griffen fece registrare due sack su Cam Newton e bloccò un punt, ritornandolo in touchdown.

#### 2015
Eletto dai propri compagni, assieme ad Adrian Peterson, Teddy Bridgewater e Chad Greenway, come uno dei 4 capitani della squadra alla vigilia dell'incontro di settimana 1, Griffen aprì la stagione 2015 mettendo a segno 4 tackle (3 solitari ed uno assistito) ed un sack condiviso con Greenway ai danni di Colin Kaepernick, nella gara del Monday Night Football in cui i 49ers sconfissero per 3-20 i Vikings. Un secondo sack, ai danni di Matthew Stafford, lo mise a segno la settimana seguente, con i Vikings che conseguirono la prima vittoria stagionale per 26-16 contro i Lions rivali divisionali. Griffen diede un importante contributo anche in settimana 3, mettendo a referto 6 tackle e 1,5 sack (uno condiviso col compagno di squadra Sharrif Floyd) ai danni di Philip Rivers nella gara vinta dai Vikings 31-14 sui Chargers. Nell'ultimo turno stagionale fu premiato come miglior difensore della NFC della settimana dopo avere messo a segno sei placcaggi e due sack su Aaron Rodgers nella vittoria che permise ai Vikings di conquistare il primo titolo di division dal 2009. A fine anno fu convocato per il primo Pro Bowl in carriera al posto dell'infortunato J.J. Watt.

#### 2016
Nel 2016, Griffen fu convocato per il secondo Pro Bowl in carriera dopo avere messo a segno 48 tackle, 8 sack e 2 fumble forzati, disputando tutte le 16 gare come titolare.

#### 2017
Griffin iniziò la stagione 2017 mettendo a segno un sack in tutte le prime otto giornate, venendo premiato per la seconda volta in carriera come difensore del mese della NFC ad ottobre. Il 23 novembre, nella vittoria esterna sui Lions nella gara del Giorno del Ringraziamento, forzò un fumble e mise a segno due sack su Matthew Stafford, salendo a quota 12 in stagione.. Griffen chiuse quindi la stagione regolare con 45 tackle totali, 13 sack e 3 fumble forzati in 15 partite (tutte da titolare), che gli valsero la terza chiamata al Pro Bowl e l'inserimento nel Second-team All-Pro come edge rusher da parte dell'Associated Press. Il 14 gennaio 2018, nel divisional round dei playoff contro i New Orleans Saints, Griffen mise a segno un sack su Drew Brees e forzò un fumble nella vittoria per 29-24 che portò i Vikings in finale di conference.

#### 2019
Nel 2019 Griffen fu convocato per il suo quarto Pro Bowl al posto di Nick Bosa impegnato nel Super Bowl LIV dopo avere chiusto la stagione con 41 tackle e 8 sack.

### Dallas Cowboys
Il 12 agosto 2020 Griffen firmò come free agent con i Dallas Cowboys. Dopo la firma affermò di avere scelto Dallas perché tifoso dei Cowboys sin dalla nascita e di avere preso il nome dall'ex difensore della squadra Everson Walls.

### Detroit Lions
Il 27 ottobre 2020 i Cowboys scambiarono Griffen con i Detroit Lions per una scelta del sesto giro del Draft NFL 2021. In sette partite mise a segno 3,5 sack.

### Minnesota Vikings
Il 23 agosto 2021 Griffen firmò per fare ritorno ai Vikings.

## Palmarès
- Convocazioni al Pro Bowl: 4

2015, 2016, 2017, 2019
- Second-team All-Pro: 1

2017
- Difensore della NFC del mese: 2

ottobre 2014, ottobre 2017
- Difensore della NFC della settimana: 2

17ª del 2015, 3ª del 2016

## Statistiche
Fonte: NFL.com
|          |                   |     |    | Tackle | Tackle | Tackle | Tackle | Tackle | Intercetti | Intercetti | Intercetti | Intercetti | Intercetti | Intercetti | Fumble | Fumble | Fumble  | Fumble |
| Stagione | Squadra           | P   | PT | Tot    | Sol    | Ast    | Sack   | Saf    | PDev       | Int        | Yard       | Media      | Max        | TD         | FF     | FR     | FR Yard | TD     |
| -------- | ----------------- | --- | -- | ------ | ------ | ------ | ------ | ------ | ---------- | ---------- | ---------- | ---------- | ---------- | ---------- | ------ | ------ | ------- | ------ |
| 2010     | Minnesota Vikings | 11  | 0  | 11     | 11     | 0      | 0      | —      | 0          | 0          | 0          | 0          | 0          | 0          | 0      | 0      | 0       | 0      |
| 2011     | Minnesota Vikings | 16  | 0  | 21     | 15     | 6      | 4      | —      | 2          | 0          | 0          | 0          | 0          | 0          | 1      | 1      | 9       | 0      |
| 2012     | Minnesota Vikings | 16  | 1  | 26     | 23     | 3      | 8      | —      | 2          | 1          | 29         | 29         | 29         | 1          | 1      | 2      | 5       | 0      |
| 2013     | Minnesota Vikings | 16  | 0  | 27     | 18     | 9      | 5½     | —      | 0          | 0          | 0          | 0          | 0          | 0          | 1      | 0      | 0       | 0      |
| 2014     | Minnesota Vikings | 16  | 16 | 57     | 41     | 16     | 12     | —      | 3          | 0          | 0          | 0          | 0          | 0          | 1      | 0      | 0       | 0      |
| 2015     | Minnesota Vikings | 15  | 15 | 44     | 34     | 10     | 10½    | —      | 4          | 0          | 0          | 0          | 0          | 0          | 1      | 0      | 0       | 0      |
| 2016     | Minnesota Vikings | 16  | 16 | 48     | 36     | 12     | 8      | —      | 1          | 0          | 0          | 0          | 0          | 0          | 2      | 3      | 20      | 1      |
| 2017     | Minnesota Vikings | 15  | 15 | 45     | 31     | 14     | 13     | —      | 1          | 0          | 0          | 0          | 0          | 0          | 3      | 0      | 0       | 0      |
| Totals   | Totals            | 121 | 63 | 279    | 209    | 70     | 61     | —      | 13         | 1          | 29         | 29         | 29         | 1          | 10     | 6      | 34      | 1      |

Statistiche aggiornate alla stagione 2017